# Annum sacrum
La lettre encyclique Annum sacrum fut publiée par le pape Léon XIII le 25 mai 1899, à Rome et constitue, selon ses déclarations, son testament spirituel. Elle consacre le genre humain au Sacré-Cœur de Jésus.
Son nom vient des premiers termes en latin de ce texte : Annum sacrum, qui signifient « Année sainte », en référence au jubilé annoncé pour l'année 1900.

## Historique

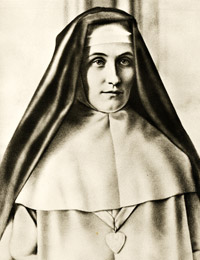
Bienheureuse Marie du Divin Cœur (1863-1899) était une religieuse des Sœurs de la Congrégation du Bon-Pasteur qui demanda au pape Léon XIII qu'il consacre le monde entier au Sacré-Cœur de Jésus.

La consécration prescrite par cette encyclique s'inscrit dans la théologie de la miséricorde, telle qu'elle s'est illustrée par la dévotion au Sacré-Cœur de Jésus, surtout à partir du XVIIe siècle, avec saint Jean Eudes, puis sainte Marguerite-Marie Alacoque, ou plus récemment avec le père Charles de Foucauld .
Le pape Léon XIII avait chargé le cardinal Mazzella de faire l’étude théologique de cette consécration et d’en mesurer la légitimité. 
La religieuse allemande Sœur Marie du Divin Cœur, née comtesse Droste zu Vischering et nommée Mère supérieure d'un couvent du Bon-Pasteur en Portugal, avait écrit au souverain pontife dans ce sens.
Déjà étendue par Pie IX à toute l’Église universelle, la Fête du Sacré-Cœur de Jésus allait avoir par cette consécration une grande portée.
L’encyclique Annum Sacrum permet de comprendre l’encyclique Quas Primas publiée par Pie XI en 1925 et portant sur la souveraineté du Christ.

## Argumentaire
En cohérence avec la plupart des lettres encycliques de ce siècle, les destinataires en sont les « Vénérables Frères les Archevêques, Evêques et les autres ordinaires de la confédération canadienne en paix et communion avec le Siège Apostolique ».
S'appuyant sur plusieurs de ses prédécesseurs, le pape rappelle déjà décidé le 28 juin 1889 d'élever la fête du Sacré-Cœur de Jésus au rite de première classe. Il reprend alors une demande exprimée à son prédécesseur Pie IX de consacrer l'ensemble du genre humain à ce Sacré-Cœur.
Léon XIII rappelle que «  Jésus-Christ commande non seulement en vertu d'un droit naturel et comme Fils de Dieu, mais encore en vertu d'un droit acquis », citant saint Paul, en ce que Jésus-Christ « nous a arrachés de la puissance des ténèbres ». 

En vertu de cela, il explique que le Christ nous permet de nous consacrer volontairement à lui :
En nous consacrant à lui, non seulement nous reconnaissons et nous acceptons son empire ouvertement et avec joie, mais encore nous témoignons réellement que si ce que nous donnons nous appartenait, nous l'offririons de tout notre cœur ; nous demandons ainsi à Dieu de vouloir bien recevoir de nous ces objets mêmes qui lui appartiennent absolument.
Il ne manque pas de rappeler que cet acte de consécration unirait « plus naturellement les affaires publiques à Dieu », et serait donc serait « profitable aux Etats dans l'espoir d'une situation meilleure ».
Il ajoute une comparaison imagée avec la conversion de l'empereur Constantin :

« À l'époque où l'Église, toute proche encore de ses origines, était accablée sous le joug des Césars, un jeune empereur aperçut dans le ciel une croix qui annonçait et qui préparait une magnifique et prochaine victoire. Aujourd'hui, voici qu'un autre emblème béni et divin s'offre à nos yeux. C'est le cœur très sacré de Jésus, sur lequel se dresse la Croix et qui brille d'un magnifique éclat au milieu des flammes. En lui nous devons placer toutes nos espérances ; nous devons lui demander et attendre de lui le salut des hommes. »

Enfin, il veut publiquement témoigner de sa reconnaissance à Dieu pour l'avoir « naguère sauvé d'une maladie dangereuse ».